# Leoncin
Leoncin è un comune rurale polacco del distretto di Nowy Dwór Mazowiecki, nel voivodato della Masovia.
Ricopre una superficie di 158,84 km² e nel 2004 contava 5 082 abitanti.